# Сергеевка (Самарская область)
Сергеевка — деревня в Красноярском районе Самарской области в составе сельского поселения Новый Буян. 

## География
Находится на расстоянии примерно 24 километра по прямой на северо-запад от районного центра села Красный Яр.

## Население
Постоянное население составляло 5 человек (русские 100%) в 2002 году, 4 в 2010 году.